# Fissidens duttonii
Fissidens duttonii är en bladmossart som beskrevs av H. A. Miller 1976. Fissidens duttonii ingår i släktet fickmossor, och familjen Fissidentaceae. Inga underarter finns listade i Catalogue of Life.